# 茅埔 (新北市)
茅埔，是臺灣新北市三峽區的一個地名，位於該區西北部大漢溪南岸地帶。以行政區而言，範圍大致為鳶山里西南部。

## 歷史
台灣清治末期至日治初期，茅埔地區為一街庄，稱為「茅埔庄」，隸屬於海山堡。該庄西北隔大漢溪與中庄相望，東北與鳶山庄為鄰，東南邊為福德坑庄，西南邊為烏塗窟庄。
1901年（日治明治三十四年）11月，該庄隸屬於桃園廳，編入第十九區。1905年（明治三十八年）7月，第十九區改稱「三角湧區」。1920年（大正九年），該庄改制為「茅埔」大字，隸屬於臺北州海山郡三峽街。
戰後三峽街改制為三峽鎮，隸屬於臺北縣，大字亦改制為里。2010年12月，臺北縣升格為新北市，三峽鎮改制為三峽區。

## 交通
茅埔路、娘子坑農路為茅埔地區主要連絡道路，往東經鳶山可接中山路459巷以達中山路，往西可前往大溪烏塗窟接信義路789巷以達省道台3線（信義路）。